# Medal of Honor: Rising Sun
Medal of Honor: Rising Sun är den femte delen inom Medal of Honor-spelserien, utvecklat av EA Los Angeles och gavs ut av EA Games den 28 november 2003.

## Handling
Spelet tar sin början vid Pearl Harbor i december 1941, precis när Japans angrepp mot flottbasen inleds. Korpral Joseph "Joe" Griffin vaknar upp i sin hytt i USS California (BB-44), och gör gör sig redo för strid. Han skyndar sig till ovansidan av fartyget för att skjuta ner de japanska flygplanen. Några minuter senare blir fartyget förstört och han ramlar ner i vattnet, där beästtningen på en båt hjälper honom upp ur vattnet. I båten träffar han bland andra Jack "Gunny" Lawton, Frank Spinneli, och Silas Whitfield. Joe skjuter sedan ner flera plan och hjälper fartyget USS Nevada (BB-36) att fly från hamnen. Efter striden i Pearl Harbor skickas han till Filippinerna för att förstöra en bro, och han möter där sin bror Donnie. Donnie kunde inte fly från öarna eftersom hans stridsvagn blev övermannat av japanska trupper, som tvingade Joe att lämna utan honom. Joe går därefter till Guadalcanal på natten för att ta över en japansk flygbas. Några dagar senare blir flygbasen attackerat av artillerield, så Gunny ger order till Joe och två andra marinsoldater att förstöra artilleriet, med smeknamnet "Pistol Pete". På vägen dit möter de sprängexperten Edmund Harrison och den skotska gerillakrigaren Martin Clemens. Efter detta uppdrag blir Joe befordrad till sergeant och rekryteras till Office of Strategic Services (OSS).
Joe får senare i uppdrag att infiltrera sig till ett topphemligt Axelmakttoppmöte i Singapore. Han går förklädd som en tysk överste, och med hjälp från Major Bromley, en brittisk underrättelseagent, och Ichiro "Harry" Tanaka, en japansk-amerikansk soldat, lyckas Joe att slutföra uppdraget och stjäla en filmrulle med underrättelser. Samtidigt får han reda på att en amiral vid namn Shima ligger bakom en komplott som går ut på att ersätta Josef Stalin i Ryssland med en Axelmaktsvänlig ämbetsman vid namn General Borov. Efteråt följer Joe och Bromley med den flygande tigerpiloten Raj till Burma, men Rajs plan skjuts ner när han försökte kartlägga ett tempel tillhörande fienden. Joe går till nedslagsplatsen, och där får han veta att han har tagits av japanerna. Tanaka och Joe ger sig ut för att rädda Raj medan Bromley förstör ett par luftvärnskanoner så att de kan kalla på ett flyganfall på templet. Efter en hård strid lyckas Joe rädda Raj och de flyr från templet precis när flyganfallet börjar.
Joe skickas sedan till Thailand för att förstöra en bro innan ett tåg lastat med stulet guld kommer till bron, men Joe råkar falla ut ur hans plan och landar mitt i djungeln. Med hjälp av några Chindits och en elefant återförenas han med Bromley och förstör bron. Efter det flyger de direkt till ett japanskt hangarfartyg där Tanaka tror att resten av det stulna guldet finns ombord. Joe har fått i uppdrag att öppna fartygslufthålen, förstöra bränslemonitorn och dess bränsleventiler. Efter det är gjort placerar Bromley en bomb och de hittar guldet, men de upptäcker att det var en fälla och blir nedsövda av nervgas. När Joe vaknar upp upptäcker han att han och Bromley blir förhörda av Admiral Shima. Shima avslöjar att han håller Joes bror Donnie som fånge. Men Bromley lyckas bryta sig loss och samtidigt när Tanaka fritar Joe blir hans hals avskuren av Shima. Bromely kastar en kulspruta till Joe och tillsammans dödar de vakterna. Medan Joe försöker att leta efter sin bror, försöker Shima att fly med Donnie i ett flygplan. Joe strider sig fram till cockpiten, där Bromley har stulit ett plan. De flyr från skeppet precis när det sprängs i bitar av bomben.
I slutet av Medal of Honor: Heroes visade det sig att Josef har planerat flera räddningsuppdrag av allierade krigsfångar, vilket innebär att Donnie Griffin räddades av Joseph under den senare delen i kriget.

## Vapen
- M1 Garand
- M1903/A5 Springfield
- M1911 Colt .45
- M1928 Thompson
- Browning Automatic Rifle
- Winchester Model 12 Shotgun
- M9A1 Bazooka
- Browning M2
- Type 99 Arisaka (används enbart av fiender)
- Type 11 LMG
- Type 99 LMG
- Type 14 Nambu (används enbart av fiender)
- Type 97 Grenade
- Type 96 25mm
- Type 92 Howitzer
- Katana (används enbart av fiender)
- Lunge Mine (används enbart av fiender)
- Welrod
- Sten Mark II
- Lee-Enfield